# Hercules Rosario Marçal
Hercules Rosario Marçal (* vor 1973 in Ainaro, Portugiesisch-Timor) ist ein Indonesier, der aus Osttimor stammt. Er ist Chef der indonesischen Bewegung Gerakan Rakyat Indonesia Baru GRIB (Neue Indonesische Volksbewegung), die in Tarnkleidung und roten Baretts auftritt und im Mai 2012 gegründet wurde. Hercules nennt als Ziel von GRIB die Unterstützung der sozial Schwachen. Nach eigenen Angaben hat GRIB in Indonesien sechs Millionen Mitglieder, 17.000 davon in Jakarta. Hier soll sie von Ladenbesitzern Schutzgelder eingesammelt haben.

## Werdegang
Als Kind wurde Hercules von der indonesischen Besatzungsmacht aus seiner Familie entrissen und nach Indonesien verschleppt. Ein Schicksal, dass er mit etwa 4000 anderen osttimoresischen Kindern teilte.
Hercules wurde vom indonesischen Militär für die Spezialeinheit Kopassus angeworben, um in seiner Heimat gegen den osttimoresischen Widerstand zu kämpfen. Angeblich koordinierte er dafür Netzwerke in der Unterwelt. FALINTIL-Kämpfer wurden von Hercules aufgespürt und der Kopassus für Verhöre übergeben. Osttimor war seit 1975 von Indonesien besetzt. Seit etwa 1986 lebt Hercules in Jakarta und arbeitete dort erfolgreich als Inkassoeintreiber. Die Tanah Abang-Bande, die er führte, überfiel illegale Spielhöllen, war in Prostitution verwickelt, erpresste Schutzgelder und kämpfte mit konkurrierenden Banden um Territorien. Dabei gab es auch Tote. Die Polizei hielt sich dabei raus. Hercules wurde auf diese Weise zu einem der bekanntesten Gangster Indonesiens.
Hercules soll enge Verbindungen zu indonesischen Generälen während der Suharto-Zeit gehabt haben und wird von den Vereinten Nationen beschuldigt, bei den gewalttätigen Ausschreitungen 1999 aktiv gewesen zu sein. Hier organisierte er mit Hilfe Krimineller Gegendemonstrationen von sogenannten „pro-indonesischen Timoresen“ zu Pro-Unabhängigkeitsprotesten und auch an der Gewalt, der insgesamt 3000 Menschen zum Opfer fielen, soll er beteiligt gewesen sein.
Für Geld soll Hercules auch in Jakarta Demonstrationen organisieren, so im Dezember 2012 für den Präsidentschaftskandidaten und Ex-General Prabowo Subianto, als es vor dem indonesischen Parlament zu Gewalttätigkeiten kam. 40.000 Menschen demonstrierten für die Beförderung von Gemeindebediensteten zu Beamten. Prabowo war in Osttimor Chef der Kopassus und wird in diesem Zusammenhang mit Menschenrechtsverletzungen in Verbindung gebracht. Im September 2012 unterstützte Hercules den späteren Sieger der Gouverneurswahl in Jakarta Joko Widodo, der von Prabowos Partei Gerindra Rückendeckung bekam. Seit einem Zwischenfall hat Hercules ein falsches, rechtes Auge, der rechte Unterarm und die Hand sind verkrüppelt.
Hercules steht im Verdacht, Alfredo Reinado finanziert zu haben, der von 2006 bis 2008 rebellierende Soldaten in Osttimor führte. Bei einem Attentatsversuch auf die osttimoresische Staatsführung kam Reinado ums Leben. Hercules besuchte Dili gemeinsam mit dem Indonesischen Investorclub kurz vor den Attentaten.
2008 wurde Hercules in Indonesien für die Organisation eines Angriffs auf einen Geschäftsmann verhaftet. Er war von Hercules’ Bande verprügelt worden. Hercules saß drei bis vier Monate im Gefängnis. Hercules distanziert sich heute von seiner kriminellen Vergangenheit. Er hat eine katholische Grundschule gebaut und versorgt elf Waisenhäuser mit Reis. Außerdem betreibt er eine Fischereiflotte und einen Bootsverleih mit 200 Angestellten.
Anfang Januar 2013 besuchte Hercules kurz Osttimors Hauptstadt Dili. Der Oberbefehlshaber der Verteidigungskräfte Osttimors (F-FDTL) Lere Anan Timur kritisierte dies als Versuch Unruhen auszulösen. Er sieht in Hercules ein Symbol der Vergangenheit, den er verhaften und zur Verantwortung ziehen wolle. Außerdem unterstütze Hercules mit seiner Anwesenheit Landansprüche von Osttimoresen, die nach dem Unabhängigkeitsreferendum in Osttimor 1999 nach Atambua im indonesischen Westtimor geflohen waren. Derzeit versucht die osttimoresische Regierung, diesen Flüchtlingen, die die indonesischen Besatzer unterstützten und teilweise in Milizen (Wanra) die Zivilbevölkerung terrorisierten, eine friedliche Rückkehr zu ermöglichen. Lere Anan Timur gilt als Gegner dieser Pläne, da er darin eine Gefahr für den Frieden in Osttimor sieht. Indonesische Politiker und die GRIB protestierten gegen die Drohung. Abgeordnete des Nationalparlament Osttimors lehnten die Forderung einer Entschuldigung Lere Anan Timurs ab.
Am 9. März 2013 wurde Hercules in Jakarta verhaftet. Er hatte die Fenster eines Geschäfts eingeschlagen, und ihm wurde illegaler Waffenbesitz vorgeworfen. Im Juli 2013 wurde Hercules wegen Anstiftung von Unruhen und Sachbeschädigung zu vier Monaten Gefängnis verurteilt. Im Mai 2014 folgte eine Verurteilung zu drei Jahren Gefängnis wegen Erpressung. Bis der Rechtsweg ausgeschöpft ist, bleibt er aber auf freiem Fuß.

## Privates
Hercules hat vier Kinder.